# Golam Ambia
Golam Ambia (ur. 2 lutego 1966 w dystrykcie Netrokona w prowincji Dhaka) – banglijski lekkoatleta specjalizujący się w biegach sprinterskich, olimpijczyk.
Podczas letnich igrzysk olimpijskich w Barcelonie (1992) wystąpił w dwóch konkurencjach sprinterskich: w biegu na 100 metrów oraz w biegu sztafetowym 4 × 100 metrów (wspólnie z Shahanuddinem Choudhurym, Mohamedem Mehdim Hasanem i Mohamedem Shahem Jalalem), w obu przypadkach odpadając w eliminacjach.
Dwukrotnie reprezentował barwy Bangladeszu na mistrzostwach świata: w 1991 r. w Tokio zajął 8. miejsce w biegu eliminacyjnym na 100 metrów oraz nie ukończył biegu eliminacyjnego na 200 metrów, natomiast w 1993 r. w Stuttgarcie dwukrotnie zajął 6. miejsca w biegach eliminacyjnych na 100 oraz 200 metrów.
Rekord życiowy w biegu na 100 metrów: 10,4 (1991).